# Atletica leggera ai Giochi della XXXIII Olimpiade - Staffetta 4×400 metri maschile
Ai Giochi della XXXIII Olimpiade la Staffetta 4×400 metri  maschile si svolgerà nei giorni 9 e 10 agosto 2024 presso lo Stade de France di Parigi.

## Presenze ed assenze dei campioni in carica
| Competizione            | Atleta            | Prestazione | Parigi 2024 |
| ----------------------- | ----------------- | ----------- | ----------- |
| Olimpiadi 2020          | Stati Uniti       | 2'55”70     | Presenti    |
| Africani 2022           | Botswana          | 3'04”27     | Presente    |
| Commonwealth 2022       | Trinidad e Tobago | 3'01”29     | Presente    |
| Asiatici 2022           | India             | 3'01”58     | Presente    |
| Panamericani 2023       | Brasile           | 3'03”92     | Presente    |
| Mondiali 2023           | Stati Uniti       | 2'57”31     | Presenti    |
| Mondiali staffette 2024 | Botswana          | 2'59”11     | Presente    |
| Europei 2024            | Belgio            | 2'59”84     | Presente    |

## Risultati

### Batterie
| Pos. | Corsia | Nazioni           | Atleti                                                             | Tempo   | Note |
| ---- | ------ | ----------------- | ------------------------------------------------------------------ | ------- | ---- |
| 1    | 6      | Botswana          | Letsile Tebogo Busang Kebinatshipi Anthony Pesela Bayapo Ndori     | 2'57”76 | Q    |
| 2    | 8      | Gran Bretagna     | Samuel Reardon Matthew Hudson-Smith Toby Harries Charles Dobson    | 2'58”88 | Q    |
| 3    | 4      | Stati Uniti       | Quincy Wilson Vernon Norwood Bryce Deadmon Christopher Bailey      | 2'59”15 | Q    |
| 4    | 7      | Giappone          | Yuki Nakajima Kaito Kawabata Fuga Sato Kentaro Sato                | 2'59”48 | q    |
| 5    | 2      | Zambia            | Patrick Nyambe Kennedy Luchembe Chanda Mulenga Muzala Samukonga    | 3'00”08 | q    |
| 6    | 5      | Germania          | Jean Paul Bredau Mark Koch Manuel Sanders Emil Agyekum             | 3'00”29 |      |
| 7    | 3      | Polonia           | Maksymilian Szwed Karol Slewski Daniel Soltysiak Kajetan Duszyński | 3'01”21 |      |
| 8    | 9      | Trinidad e Tobago | Renny Quow Jereem Richards Jaden Marchan Shakeem Mc Kay            | 3'06”73 |      |

| Pos. | Corsia | Nazioni   | Atleti                                                           | Tempo   | Note |
| ---- | ------ | --------- | ---------------------------------------------------------------- | ------- | ---- |
| 1    | 3      | Francia   | Muhammad Abdallah Kounta Gilles Biron Téo Andant Fabrisio Saïdy  | 2'59”53 | Q    |
| 2    | 7      | Belgio    | Jonathan Sacoor Dylan Borlée Florent Mabille Kevin Borlée        | 2'59”83 | Q    |
| 3    | 5      | Italia    | Luca Sito Vladimir Aceti Alessandro Sibilio Edoardo Scotti       | 3'00”26 | Q    |
| 4    | 2      | India     | Muhammed Anas Muhammed Ajmal Variathodi Amoj Jacob Rajesh Ramesh | 3'00”58 |      |
| 5    | 4      | Brasile   | Lucas Carvalho Lucas Vilar Douglas Hernandes Mendes Matheus Lima | 3'00”95 |      |
| 6    | 9      | Spagna    | Iñaki Cañal Óscar Husillos David Garcia Julio Arenas             | 3'01”60 |      |
| 7    | 6      | Sudafrica | Gardeo Isaacs Zakithi Nene Antonie Nortje Lythe Pillay           | 3'03”19 | q R  |
| -    | 8      | Nigeria   | Dubeme Amene Ezekiel Nathaniel Samuel Ogazi Chidi Okezie         | Squal.  |      |

### Finale

Video della Finale

| Pos.    | Corsia | Nazioni       | Atleti                                                                 | Tempo   | Note             |
| ------- | ------ | ------------- | ---------------------------------------------------------------------- | ------- | ---------------- |
| Oro     | 4      | Stati Uniti   | Christopher Bailey Vernon Norwood Bryce Deadmon Rai Benjamin           | 2'54”43 | Record olimpico  |
| Argento | 6      | Botswana      | Bayapo Ndori Busang Collen Kebinatshipi Anthony Pesela Letsile Tebogo  | 2'54”53 | Record africano  |
| Bronzo  | 7      | Gran Bretagna | Alex Haydock-Wilson Matthew Hudson-Smith Lewis Davey Charles Dobson    | 2'55”83 | Record europeo   |
| 4       | 5      | Belgio        | Jonathan Sacoor Dylan Borlee Kevin Borlee Florent Mabille              | 2'57”75 | Record nazionale |
| 5       | 1      | Sudafrica     | Gardeo Isaacs Zakithi Nene Lythe Pillay Antonie Matthys Nortje         | 2'58”12 | Record nazionale |
| 6       | 2      | Giappone      | Yuki Joseph Nakajima Kaito Kawabata Fuga Sato Kentaro Sato             | 2'58”33 | Record asiatico  |
| 7       | 9      | Italia        | Luca Sito Vladimir Aceti Edoardo Scotti Alessandro Sibilio             | 2'59”72 |                  |
| 8       | 3      | Zambia        | Patrick Kakozi Nyambe Kennedy Luchembe Chanda Mulenga Muzala Samukonga | 3'02”72 |                  |
| 9       | 8      | Francia       | Muhammad Abdallah Kounta Gilles Biron Teo Andant Fabrisio Saidy        | 3'07”30 |                  |